# John Kehoe
Pour les articles homonymes, voir Kehoe.
John Kehoe, né le 20 octobre 1934 à Gatineau et mort le 4 février 2024, est un avocat et homme politique anglo-québécois, député de Chapleau à l'Assemblée nationale du Québec sous la bannière du Parti libéral du Québec des élections générales de 1981 aux élections générales de 1994, durant lesquelles il ne se représente pas.

## Biographie

### Jeunesse et carrière avant la politique
John Kehoe naît le 20 octobre 1934 du policier et agriculteur William Kehoe et de Mary Murphy. La famille est nombreuse et il est membre d'une fratrie de onze. Il obtient son baccalauréat ès arts de l'Université d'Ottawa en 1956, puis sa licence de droit de l'Université McGill en 1959,. Il est admis au barreau l'année suivante,. 
Il est avocat dans le cabinet de Roy Fournier la même année, avant d'ouvrir son cabinet en 1961,. De 1960 à 1966, il est avocat de la Couronne à la Cour du bien-être social de Hull,. De 1964 à 1981, il est conseiller juridique pour la ville de Gatineau,,. De 1969 à 1972, il est marguillier pour la paroisse Saint-Aloysius de Gatineau. Il est avocat de la Couronne pour le district judiciaire de Hull de 1971 à 1974. En 1973, son cabinet devient Kehoe et Blais, puis Kehoe, Blais et Robinson en 1978. 

### Carrière politique
John Kehoe est élu député à l'Assemblée nationale du Québec pour la première fois dans la circonscription de Chapleau sous la bannière du Parti libéral en 1981,. Il défait le péquiste Jean Alfred, premier député noir à l'Assemblée nationale, et député sortant de Papineau, sortant duquel avait été issue Chapleau en veille des élections de 1981. En 1984, après des lois du gouvernement péquiste de René Lévesque, Kehoe et quatre autres députés de l'Outaouais critiquent sa décision et souhaitent un gouvernement libéral pour résoudre la situation. Il est réélu aux élections de 1985,. Il maintient son poste lors des élections de 1989,. Il faisait face encore une fois au candidat péquiste Alfred et l'a battu de près de 2 300 voix,. Durant la campagne, Alfred avait notamment promis un hôpital et un nouveau campus de l'Université du Québec, mais Kehoe avait répondu que ces promesses étaient impossibles dans cette durée de temps. Le 5 juillet 1991, il est nommé par le premier ministre Robert Bourassa pour faire partie d'une commission destinée à l'étude de l'éventuelle souveraineté du Québec. Le 14 août, il est nommé adjoint parlementaire du ministre de la Justice Gil Rémillard,. Il décide de ne pas se représenter lors de celles de 1994.  

### Après la vie politique
Kehoe est membre de plusieurs organisations locales comme la Chambre de commerce de Gatineau, les Chevaliers de Colomb, ainsi que la Légion royale canadienne succursale Gatineau.
Il représente l'Outaouais pour l'Amicale des anciens parlementaires du Québec.
John Kehoe meurt le 4 février 2024 à l'âge de 89 ans. Il est inhumé au cimetière Saint-Colomban à Val-des-Monts.

## Résultats électoraux
|                                                                                               | Nom                  | Parti           | Nombre de voix | %      | Maj.  |
| --------------------------------------------------------------------------------------------- | -------------------- | --------------- | -------------- | ------ | ----- |
|                                                                                               | John Kehoe (sortant) | Libéral         | 15 569         | 55,2 % | 2 954 |
|                                                                                               | Jean Alfred          | Parti québécois | 12 615         | 44,8 % | -     |
| Total                                                                                         | Total                | Total           | 28 184         | 100 %  |       |
| Le taux de participation lors de l'élection était de 63,9 % et 809 bulletins ont été rejetés. |                      |                 |                |        |       |

|                                                                                               | Nom                   | Parti                        | Nombre de voix | %      | Maj.  |
| --------------------------------------------------------------------------------------------- | --------------------- | ---------------------------- | -------------- | ------ | ----- |
|                                                                                               | John Kehoe (sortant)  | Libéral                      | 16 514         | 60,5 % | 6 701 |
|                                                                                               | Jean-Claude Charette  | Parti québécois              | 9 813          | 35,9 % | -     |
|                                                                                               | Jean-Philippe Rheault | NPD Québec                   | 686            | 2,5 %  | -     |
|                                                                                               | Marcel Vaive          | Parti indépendantiste (1985) | 188            | 0,7 %  | -     |
|                                                                                               | Stéphane Plouffe      | Socialisme chrétien          | 99             | 0,4 %  | -     |
| Total                                                                                         | Total                 | Total                        | 27 300         | 100 %  |       |
| Le taux de participation lors de l'élection était de 66,2 % et 243 bulletins ont été rejetés. |                       |                              |                |        |       |

|                                                                                               | Nom                  | Parti              | Nombre de voix | %      | Maj.  |
| --------------------------------------------------------------------------------------------- | -------------------- | ------------------ | -------------- | ------ | ----- |
|                                                                                               | John J. Kehoe        | Libéral            | 15 364         | 53,4 % | 2 484 |
|                                                                                               | Jean Alfred          | Parti québécois    | 12 880         | 44,8 % | -     |
|                                                                                               | André Lortie         | Union nationale    | 413            | 1,4 %  | -     |
|                                                                                               | Christine Dandenault | Marxiste-léniniste | 95             | 0,3 %  | -     |
| Total                                                                                         | Total                | Total              | 28 752         | 100 %  |       |
| Le taux de participation lors de l'élection était de 76,4 % et 237 bulletins ont été rejetés. |                      |                    |                |        |       |